# Fearon’s Test
Fearon’s test, genauer: „Fearon’s test on methylamine“ ist eine von William Robert Fearon erstmals beschriebene halbquantitative nasschemische Nachweismethode aus dem Jahre 1942 für Lactose und Maltose. Sie wurde vor allem im englischen Sprachgebiet bis in die 2000er Jahre (und teilweise darüber hinaus) im urologischen Labor zur Diagnose eines Milchstaus (Lactosurie) angewendet.
Eine in Verwendung und Durchführung sehr ähnliche Nachweisreaktion ist die Wöhlk-Reaktion aus dem Jahre 1904, Fearon's Test funktioniert aber schneller und zuverlässiger. Da Methylamin weniger ausgast und zudem in ca. 200 mal geringerer Konzentration angewendet werden kann als das Ammoniak in der Wöhlk-Reaktion, ist Fearon’s Test als Experiment im Chemieunterricht bei der vorgeschriebenen Gefährdungsbeurteilung und der Ersatzstoffprüfung gemäß RiSU die bessere Wahl.

## Reaktionsmechanismus
Zum Mechanismus von Fearon's Test und zur Struktur des kirschroten Farbstoffs gibt es mittlerweile begründete Annahmen. Der rote Farbstoff nur im stark alkalischen Bereich (pH 12) stabil und lässt sich nicht mit bekannten Lösungsmitteln ausschütteln. Ketosen wie z. B. Lactulose und Fructose reagieren schneller als die analogen Aldosen, weil letztere erst noch eine Lobry-de-Bruyn-van-Ekenstein-Umlagerung durchführen müssen, um in den Reaktionsweg zum roten Farbstoff einzutreten. Der kirschrote Farbstoff von Fearon's Test hat ein Absorptionsmaximum bei 541 nm und entsteht auch mit anderen Zuckern, die analog Lactose und Maltose aufgebaut sind (z. B. Cellobiose, Maltotriose), aber auch mit Glucose, wenn sie an der OH-Gruppe in Position 4 eine Schutzgruppe trägt.